# Eitshal
Der Eitshal, schottisch-gälisch: Eitseal, ist ein Hügel auf der schottischen Hebrideninsel Lewis and Harris.

## Geschichte
Am Südhang des Eitshal befindet sich ein Clach Bioreach benannter, 95 cm hoher Stehender Stein, der 80 cm und 25 cm tief ist. Auf der Kuppe des Eitshal befindet sich eine Sendemast, welcher das Fernsehsignal für die gesamten Äußeren Hebriden sowie Teile der nordwestlichen Highlands überträgt. 2010 erfolgte die Abschaltung der Übertragung eines Analogsignals zugunsten der ausschließlichen Übertragung des Digitalsignals. Neben der Sendeanlage befindet sich ein Triangulationspunkt.

## Geographie
Der 223 Meter hohe Eitshal liegt in einer dünn besiedelten Region im Zentrum von Lewis, dem Nordteil der Doppelinsel Lewis and Harris. Vor seiner Südflanke erstreckt sich der Weiler Achmore mit dem Loch Acha Mòr und westlich von diesem Lochganvich. Die durch Achmore und Lochganvich verlaufende, von Stornoway nach Barvas führende A858 erschließt den Berg verkehrsinfrastrukturell.